# Reattore nucleare autofertilizzante

Schema di un teorico reattore veloce refrigerato a sodio di 4ª generazione

Un reattore autofertilizzante è un reattore a fissione progettato per lavorare con una conversione media di fissili in rapporto maggiore di uno con la quantità fissionata, cioè progettato  per produrne più di quanti ne consumi durante la vita di una carica. I rapporti di conversione tipici dei reattori autofertilizzanti sono circa 1,2 mentre quelli dei reattori di 1ª, 2ª e 3ª generazione sono di circa 0,6 per gli LWR ed arrivano a circa 0,8 nei CANDU.
Questo non vuol dire neanche in teoria che la carica totale (fertile e fissile) di un reattore autofertilizzante possa durare illimitatamente, poiché col tempo cala inesorabilmente la quantità di fertile, e con essa il numero di atomi fertilizzati per unità di tempo: se non si effettuasse ricarica prima o poi questo numero verrebbe superato da quello degli atomi fissionati per unità di tempo, cioè la conversione scenderebbe sotto l'unità e a questo punto il reattore avrebbe vita limitata. Invece finché in un reattore autofertilizzante si ricarica il fertile, questo riesce ad avere una produzione continua netta di fissile, a differenza dei reattori non-autofertilizzanti.
Nonostante la ricerca e la prototipazione si sia principalmente orientata verso reattori autofertilizzanti a neutroni veloci (o FBR, Fast Breeder Reactor), l'autofertilizzazione può essere ottenuta anche in reattori a neutroni termici (o TBR, Thermal Breeder Reactor): deve tuttavia essere utilizzato un "combustibile" differente, a base di torio anziché di uranio. In generale, l'uso di neutroni "lenti" dovrebbe comportare diversi vantaggi, fra cui una molto minore sollecitazione dei materiali che compongono il reattore (problema viceversa critico per i reattori veloci). Sono tuttavia pochi, finora, i reattori autofertilizzanti termici, e tutti presenti in India: il reattore KAMINI, il reattore sperimentale da 40 MW all'Indira Gandhi Centre inaugurato nel 1985, mentre il PFBR (veloce) in costruzione dal 2004 sarà dotato di un mantello in torio.

## Ciclo uranio-plutonio (FBR)
Il termine veloce è in genere associato ai reattori autofertilizzanti che utilizzano ciclo uranio-plutonio, che sono detti anche FBR, Fast Breeder Reactor. Questo indica che i neutroni emessi dalle fissioni non vengono rallentati (moderati) ma interagiscono con i nuclei di fissile con un'energia prossima a quella che possedevano al momento della loro origine nella fissione: la loro energia cinetica è di alcune centinaia di keV, mentre nei reattori tradizionali (a neutroni "termici", moderati) l'energia cinetica media dei neutroni è inferiore all'elettronvolt (eV). Il valore più probabile dell'energia cinetica posseduta in un reattore termico, che lavora sui 300 °C, è di circa 0,05 eV.
Tale valore è possibile calcolarlo a partire dalla definizione stessa di neutrone termico: è detto tale un neutrone che dispone, approssimativamente, della stessa energia cinetica media delle particelle che lo circondano, siano essi atomi o molecole.
Pertanto, immaginando i neutroni come un gas monoatomico, la loro energia cinetica media in tale condizione può essere espressa dalla formula
{\displaystyle E=kT} dove k è la costante di Boltzmann e T la temperatura assoluta.
Bisogna chiarire che in linea di principio un reattore autofertilizzante non è necessariamente veloce (e viceversa), anche se in letteratura spesso si confondono le due categorie per ragioni storiche, così come spesso si confondono queste due con la classe dei reattori (raffreddati) al sodio: in realtà tra i reattori veloci (FBR) si possono citare per esempio anche i reattori (raffreddati) al piombo, e tra i reattori autofertilizzanti, questi ultimi e i reattori (TBR) a ciclo torio-uranio. Viceversa si può dire che un FBR fertilizza sempre il combustibile, poiché vi è sempre presente del fertile (uranio 238) che interagisce con una parte dei neutroni (i restanti vengono assorbiti dagli altri elementi nel reattore tra cui il fissile o riescono a sfuggire) e tra i neutroni che interagiscono, una parte riesce sempre a fertilizzarlo, mentre un'altra produce altre reazioni. Non è però detto che questa piccola frazione di neutroni che riesce a fertilizzare l'uranio 238 sia maggiore di quella che interagisce con e riesce a fissionare il fissile (uranio 235 e plutonio 239 prodotto dalla fertilizzazione).

### Struttura
| Nome                   | Stadio | MW (elettrici) | MW (termici) | Operatività      |
| ---------------------- | ------ | -------------- | ------------ | ---------------- |
| USA                    |        |                |              |                  |
| EBR 2                  | E      | 20             | 62.5         | 1963-94          |
| Fermi 1                | E      | 66             | 200          | 1963-72          |
| SEFOR                  |        |                | 20           | 1969-72          |
| Fast Flux TF (Hanford) | E      |                | 400          | 1980-93          |
| UK                     |        |                |              |                  |
| Protoype FR (Dounreay) | D      | 270            | 650          | 1974-94          |
| Francia                |        |                |              |                  |
| Rapsodie               | E      |                | 40           | 1966-82          |
| Phénix                 | D      | 250            | 563          | 1973-2010        |
| Superphénix            | C      | 1240           | 3000         | 1985-98          |
| Germania               |        |                |              |                  |
| KNK 2 (Karlsruhe)      | E      | 21             | 58           | 1977-91          |
| India                  |        |                |              |                  |
| FBTR (Kalpakkam)       | E      |                | 40           | 1985-            |
| PFBR (Kalpakkam)       | D      | 500            | 1250         | in completamento |
| Giappone               |        |                |              |                  |
| Jōyō                   | E      |                | 140          | 1978-            |
| Monju                  | D      | 280            | 714          | 1994-96-2010     |
| Kazakistan             |        |                |              |                  |
| BN350                  | D      | 135            | 750          | 1972-99          |
| Russia                 |        |                |              |                  |
| BR 5 /10               | E      |                | 5/8          | 1959-71, 1973-   |
| BOR 60                 | E      | 12             | 55           | 1969-            |
| BN600                  | D      | 600            | 1470         | 1980-            |
| BN800                  | C      | 880            | 2000         | 2014-            |
| China                  |        |                |              |                  |
| CEFR                   | E      | 20             | 65           | 2010-            |

Complessivamente, la densità di potenza di un nocciolo di un reattore veloce è maggiore di quella in un reattore termico; per questo il refrigerante deve avere un'alta capacità di asportare calore. Storicamente ci si è rivolti verso l'impiego di metalli fusi, che vengono mantenuti allo stato fuso sia dal calore prodotto nel nocciolo che da appositi riscaldatori elettrici in fase di fermata dell'impianto e fatto circolare e convogliato agli scambiatori di calore tramite pompe. Il più comunemente usato finora in occidente è il sodio, in Unione Sovietica venne anche sperimentato il piombo.
Riguardo al combustibile invece bisogna considerare che l'impiego del combusibile in forma di biossido caratteristico di tutti i reattori del passato necessita di un arricchimento elevato, ad esempio 20% di solo uranio-235 ( tipico dei BN-350, BN-600), equivalente di solo plutonio (più economico) sempre nella matrice di uranio-238, o infine un misto dei due, il MOx (BOR-60, BN-800). L'impiego di combustibile in nitruro invece come nel reattore BREST non richiede alto arricchimento.

#### Mantello
Il nocciolo aveva in passato una periferia in materiale fertile (come uranio naturale o uranio impoverito) detta mantello (in inglese blanket) che circondava la parte cilindrica centrale detta seme (seed) con gli elementi di fissile in scatole a prisma esagonale. Per inciso entrambe le zone generano potenza, ma solo il seme mantiene la popolazione neutronica che in parte nella fuga dal seme fertilizza il mantello.
Mentre nel seme il plutonio-239 fissile fissiona o trasmuta in plutonio-240 (assorbitore non fissile che invalida il 239) e la concentrazione dei prodotti di fissione aumenta, nel mantello entrambi i fenomeni non avvengono. Questa configurazione favorisce l'impiego di plutonio nel seme poiché la sua fissione produce più neutroni aumentando il flusso neutronico e quindi anche la frazione utilizzabile per la fertilizzazione. Il mantello si divide geometricamente in due regioni:
- il mantello assiale è la parte del mantello realizzata attorno alle due facce piane del seme: a livello costruttivo in ogni elemento di combustibile le pastiglie sul fondo e in cima sono in fertile e non in fissile. Questa parte da sola permette di raggiungere bassi quantità e guadagno di fertilizzazione[1]. Poiché il riprocessamento avviene per elemento, è più difficile separare dalla parte fissionata quella fertilizzata da cui ricavare il plutonio-239, perciò in sé questa parte non viene considerata proliferante. Comunque nei progetti attuali viene talvolta sostituito con un riflettore, chiaramente a vantaggio del bilancio neutronico ma a discapito ulteriore della fertilizzazione[1]..
- il mantello radiale invece è la parte realizzabile attorno alla superficie laterale del seme. Si realizza in scatole separate interamente in fertile identiche a quelle del seme, con però barre di diametro maggiore e in numero minore (12-14mm) data la minore potenza lineare da rimuovere[4]. L'aggiunta del mantello radiale garantisce massimi quantità e guadagno di fertilizzazione e il minimo consumo di fissile[1] ma rende molto più accessibile il riprocessamento per recuperare il fertilizzato, col rischio di proliferazione[1]. L'accessibilità all'arricchimento grazie al mantello radiale è stata in realtà il punto chiave per lo sviluppo del programma FBR durante la guerra fredda, dato che la produzione elettrica commerciale era economicamente meno favorevole che nei reattori ad acqua. Anche il Superphénix, il primo dimostratore[5], aveva ancora anche il mantello radiale; dai progetti degli anni 1990 in avanti, il cui fine è, al contrario, la produzione elettrica commerciale, il mantello radiale è stato sempre sostituito con riflettore[1]..

Togliendo il mantello radiale e sostituendolo con le scorie dei reattori tradizionali, i reattori possono assumere la configurazione di "bruciatori" (in inglese burners) di scorie e del plutonio, ricavando da esse altra energia e trasmutandole in elementi leggeri. Naturalmente in questo caso non sono più autofertilizzanti. Ad esempio per raggiungere la configurazione "bruciatore" necessaria allo smaltimento del plutonio bellico sovietico altamente arricchito nel reattore BN-600 dal 2012 il mantello è stato interamente rimpiazzato con riflettore in acciaio inossidabile.

### Vantaggi dei reattori autofertilizzanti
Il vantaggio principale di un reattore autofertilizzante è l'economia di combustibile: se un CANDU, uno dei reattori termici più efficienti, ricava energia (volgarmente "brucia") da appena l'1% del "combustibile", i reattori veloci sono invece teoricamente in grado di elevare il tasso di sfruttamento del "combustibile" a valori che ragionevolmente si attestano al 50-60%.
Esperimenti sui reattori di Dounreay e EBR-2 mostrarono che il combustibile metallico e il sodio refrigerante rendevano il reattore meno sensibile agli incidenti di refrigerazione rispetto ai reattori ad acqua di allora. I più recenti prototipi francesi e inglesi hanno confermato questo aspetto. In caso di LOCA (Loss Of Coolant Accident) i reattori semplicemente si spengono.
Un altro vantaggio consiste nel fatto che il "combustibile" esausto scaricato da un reattore di questo genere ha una radiotossicità che impiega "solo" decine di migliaia di anni a scendere al livello dell'uranio naturale di partenza, contro tempi dell'ordine del milione di anni dei reattori termici di 1ª, 2ª e 3ª generazione.

### Svantaggi e rischi potenziali

Radiotossicità (in sievert per gigawatt termico all'anno) del combustibile esausto scaricato dai reattori per diversi cicli del combustibile, in funzione del tempo. Il torio determina scorie radioattive a vita più breve e meno radioradiotossiche mentre i reattori di 2ª e 3ª generazione all'uranio danno i peggiori risultati.

Ci sono però altre considerazioni da fare. Prima di tutto, la velocità di produzione di nuovo fissile è molto bassa: il tempo di raddoppio, cioè il tempo in cui il reattore produce il doppio del materiale fissile che aveva nella sua carica iniziale, è di 15-20 anni; inoltre, come già detto, gli elementi di combustibile devono essere sostituiti spesso per mantenere alta la percentuale di plutonio nel seme e abbassarla nel mantello. Questo implica un viavai costante di elementi di combustibile da e per gli impianti di processamento. Questo pone problemi di sicurezza sia in termini di possibili incidenti sia di rischi di furto di materiale da parte di terroristi o altri malintenzionati.
Un secondo problema riguarda il plutonio prodotto. Il plutonio ottenuto riprocessando il combustibile dei normali reattori termici è costituito da un 25% di 240Pu. Tale isotopo è molto instabile in quanto tende a dare fissioni spontanee, ovvero pur non essendo bersagliato da neutroni di qualsivoglia natura è in grado di fissionare. Ciò comporta gravi rischi nella stabilità del combustibile. Tale situazione è favorevole da un punto di vista della non proliferazione di armi nucleari: infatti un alto tenore di Pu-240 rende improponibile la costruzione di simili armi, che risulterebbero instabili e poco efficienti.
Tuttavia, anche in un reattore la situazione è delicata: va ricordato che affinché il sistema risulti critico ovvero stabile, il numero delle fissioni deve essere tenuto sotto osservazione; ciò è reso possibile dal monitoraggio del flusso neutronico responsabile delle fissioni. Ciò si fa variando l'inserzione di barre di controllo. Qualora, però vi sia una porzione consistente di Pu-240 ci si trova nella situazione di non poter controllare tali fissioni, data l'instabilità di tali nuclei.
Pertanto in entrambi i casi occorre procedere ad una difficile separazione di tale isotopo dal resto del plutonio. Tali processi non si possono basare su proprietà chimiche, in quanto queste dipendono dal solo numero atomico e non dal numero di massa. Rimangono quindi metodologie che sfruttano la differenza di peso tra i due nuclei, gli stessi principi cioè che si usano per l'arricchimento dell'uranio nel suo isotopo U-235.
Inoltre va ricordato che un reattore breeder necessita del riprocessamento del combustibile, sia del seme che del mantello. Il seme infatti deve essere "ripulito" dei prodotti di fissione e "arricchito" di nuovo fissile (U-235 e Pu-239), mentre il mantello deve essere privato del Pu formatosi da destinare al seme e rimpiazzato da materiale fertile (U-238). Da ciò si evince che la costruzione di un reattore breeder non può fare a meno di opportuni impianti di riprocessamento.
Il terzo svantaggio è rappresentato dal sodio liquido spesso usato come refrigerante nelle più sperimentate tipologie di reattori: infatti il sodio è chimicamente molto reattivo e corrosivo e reagisce in modo esplosivo sia con l'ossigeno dell'aria sia con l'acqua, rendendo facilmente critico un eventuale incidente o una perdita del circuito primario del sodio. L'acqua è infatti usata nel circuito che contiene il generatore di vapore. Un incidente di perdita di sodio si è verificato nel reattore sperimentale di Monju in Giappone, avviato nel 1994, incidentato nel 1995, di cui era previsto il riavvio nel 2008 ma riavviato nel 2010.
Un quarto svantaggio riguarda proprio la presenza di neutroni a spettro veloce: i materiali che costituiscono il reattore nonché lo stesso liquido refrigerante (soprattutto se metallico come il sodio) subiscono da parte dei neutroni un pesante bombardamento che li rende molto radioattivi, modificandone altresì le proprietà fisico-chimiche. A tal proposito possono essere citate problematiche di indebolimento dei materiali, migrazione di materia con conseguente assottigliamento/ispessimento dei componenti del reattore (soprattutto involucro e tubazioni) e vari fenomeni corrosivi che in generale mettono a dura prova tutta la componentistica. Problematico è infine lo smantellamento del reattore per via della massiccia "radioattivazione" dei suoi componenti. Nei reattori a neutroni termici tali fenomeni sono più ridotti per cui dovrebbe essere preferibile ottenere la autofertilizzazione con neutroni termici, cosa possibile -per ragioni fisiche- solo usando torio anziché uranio-plutonio.
Per questi motivi ed altre difficoltà tecniche sorte nella gestione, gli esperimenti e le installazioni di nuovi reattori veloci si sono praticamente fermate durante gli anni '80, quando divenne chiaro che le scorte mondiali di uranio non erano affatto scarse come inizialmente si pensava, senza contare il costoso problema del carico iniziale di combustibile del seme necessario per questi reattori. La tecnologia dei reattori veloci è però migliorata in questi anni, e si sta registrando un nuovo interesse grazie a progetti innovativi che superano alcuni inconvenienti fra quelli presentati. Una delle prospettive più interessanti è quella di usare piombo al posto del sodio: il piombo trasporta calore quasi altrettanto bene del sodio ma non reagisce né all'acqua né all'aria, è un ottimo schermo biologico ed offre inoltre una serie di vantaggi in caso di incidente al reattore, anche se presenta problemi di alto punto di fusione, elevata densità e soprattutto potere corrosivo verso l'acciaio inossidabile e alcuni altri materiali strutturali molto grave, maggiore del sodio, soprattutto verso l'acciaio austenitico principalmente per via dell'alta solubilità che ha verso il nichel, e secondariamente verso il cromo.
Attualmente (2006), i reattori a sodio commerciali sono poco diffusi e presenti in USA, Russia, Francia, India, Giappone. In Germania, un reattore costruito nel 1973 non è mai stato messo in servizio a causa delle proteste. In Francia, il prototipo industriale Superphénix, messo in esercizio nel 1985, è stato chiuso nel 1997 a causa di svariati problemi tecnici ed incidenti, dei costi elevati e della pressione dell'opinione pubblica. Il più vecchio reattore sperimentale Phénix (1974) - di cui il Superphénix era l'evoluzione destinata alla produzione elettrica commerciale - è ancora usato per attività di ricerca, ma ne è prevista la chiusura nel 2009.
Per quanto riguarda l'Italia fu progettato un rettore veloce refrigerato a sodio, destinato a provare sperimentalmente gli elementi combustibile del SuperPhénix (PEC - Prova Elementi Combustibile), tale reattore, localizzato presso il centro ENEA del Brasimone, non è mai stato completato. L'ENEL e l'ENEA erano fra i partner coinvolti nel progetto Superphénix.

## Ciclo torio-uranio (TBR)
La tipologia di reattore autofertilizzante termico prevede come fertile il torio-232 che, assorbendo un neutrone "termico", si trasmuta in torio-233 (instabile), il quale decade in protoattinio-233, che a sua volta si trasmuta in uranio-233: quest'ultimo rappresenta il fissile ovvero solo quest'ultimo alimenta effettivamente la reazione a catena. Notare che l'uranio 233 non è presente in natura, avendo una emivita di 159200 anni.. Il torio è un combustibile nucleare molto abbondante in natura, più dell'uranio, anche se deve essere introdotto nell'elemento di combustibile un fissile iniziale per mantenere la catena prima della formazione dell'uranio 233. Un reattore autofertilizzante al torio avrebbe il vantaggio di non generare plutonio ma di essere comunque in grado di "bruciarlo", se inserito nel reattore; inoltre non richiede nuove tecnologie, potendo essere costruito e gestito con le conoscenze e gli impianti già esistenti.
Un aspetto molto interessante dell'uso del torio è dato dal fatto che può essere impiegato anche in reattori nucleari termici tradizionali come gli LWR o gli HWR, con ovvie conseguenze sulla possibilità di una rapida adozione di tale "combustibile" anche in reattori di 2ª o 3ª generazione. Ad esempio, i promotori della filiera CANDU, sostengono la possibilità di usare il torio nei loro reattori senza apportare sostanziali modifiche ai reattori.
Il "combustibile" esausto scaricato da un reattore autofertilizzante al torio ha una radiotossicità estremamente più bassa (di svariati ordini di grandezza) rispetto a qualunque reattore all'uranio-plutonio: dopo meno di un secolo è infatti inferiore a quella dell'uranio naturale ed addirittura, nei reattori al torio termici, è subito inferiore.
Si noti che il "combustibile" esausto di un reattore all'uranio di 3ª generazione, per ridurre la propria radiotossicità a livelli inferiori a quelli dell'uranio naturale di partenza, impiega tempi dell'ordine del milione di anni, mentre il combustibile di un reattore autofertilizzante all'uranio-plutonio decine di migliaia di anni. Si veda in proposito il grafico soprastante.